# Low Force Helix

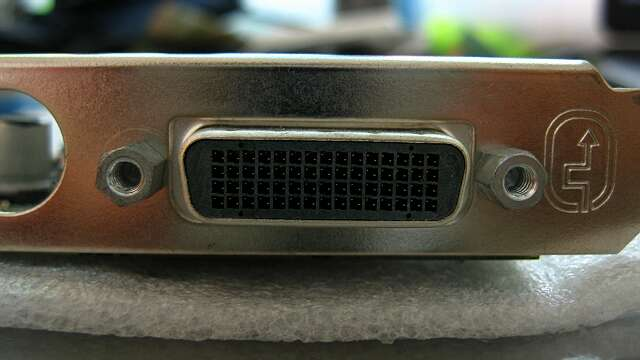
LFH 母口

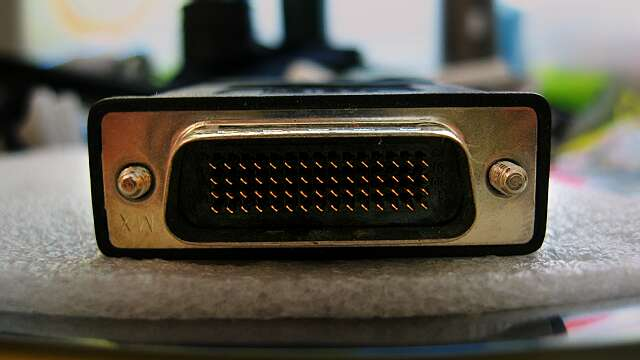
LFH 公头

Low Force Helix（LFH），或者称作 LFH60 ，是一种有着60针座（4针高，15针宽，矩形排列）的接口。
LFH接口可见于工作站用显卡上，因为它可以在一个接口的大小之内，提供最多四台显示器的输出（转接为两个双通道DVI-I接口，或四个VGA接口）。
在LFH接口的基础上开发出了DMS-59接口。

## 应用
- 显卡厂商使用LFH接口在较小的空间提供两个DVI-I输出，甚至于扩展到4个模拟输出。代表性的产品有Elsa FireGL T2-64s。
- 思科公司将LFH接口应用在其路由器产品上，利用LFH来实现许多X.21界面。
- 显卡厂商Matrox，与通常的应用相反，使用两个LFH接口向一个显示器输出信号，从而得到约九百万像素的分辨率（3840 x 2400，即WQUXGA）。这样的分辨率适合一些特殊行业的需求，例如：计算机辅助设计、数码摄影、地图学、桌面出版、图像处理等等。